# 麥克納里 (亞利桑那州)
麥克納里（英語：McNary）是位於美國亞利桑那州阿帕契縣的一個人口普查指定地區。根據2010年美國人口普查，該地人口為528人，而該地的面積約為14.41平方千米。

## 地理
麥克納里的座標為34°04′36″N 109°51′17″W / 34.07667°N 109.85472°W，而該地最高點為海拔高度2330米（即7316英尺）。